# 毕沅
畢沅（1730年—1797年），字纕蘅，號秋帆，自號靈巖山人。江蘇鎮洋縣（今太倉市）人。清朝狀元、學者、政治人物。

## 生平
畢沅幼年失父，由母親張藻養育成人，深受其母的熏陶。後至蘇州靈岩山，拜沈德潜從學。乾隆十八年（1753年），顺天乡试中举，授内阁中书，入值军机处。乾隆二十五年（1760年）一甲第一名進士（狀元），授翰林院修撰。乾隆三十年（1765年），升翰林院侍讀。歷升左春坊左庶子，改甘肅鞏秦階道、安肅道。乾隆三十五年（1770年），摆陕西按察使。乾隆三十六年（1771年），擢陕西布政使。歷任陝西、甘肅、河南巡撫等。
晚年築館於灵岩山，腹地有三十亩，内有“御书楼”、“九曲廊”、“澄怀观”、“画船云壑”、“砚石山房”、“张太夫人祠”等，費時五年乃成。乾隆五十五年，和珅四十寿辰，“自宰相而下皆有幣帛賀之”，毕沅赋诗相赠，“並檢書畫銅瓷數物為公相壽”。乾隆六十年，授湖广总督，當時福宁为湖北巡抚，陈淮为湖北布政使，三人官官相护，索敛民财。百姓形容说：“毕如蝙蝠，身不动摇，惟吸所过虫蚁；福如狼虎，虽人不免；陈如鼠蠹，钻穴蚀物，人不知之。”湖南石三保造反，赴常德、荆州督饷。
嘉庆元年（1796年），枝江（今属湖北）人聂人杰等起義，毕沅自辰州（州治今湖南沅陵）赶赴枝江鎮壓，攻克当阳，擒获石三保、吴半生、吴八月等人，赴湖南镇抚。嘉慶二年（1797年）六月，手足麻木不仁，帝赐活络丸，七月，病逝于湖南辰州大营，归葬于灵岩山的东北麓。诏赠太子太保，未加谥号。

## 身後
嘉慶四年（1799年）朝廷追究鎮壓白蓮教不力，又任內因胡齊侖任意侵貪、克扣軍需，私扣二万九千两，馈送给各营将军、督抚花用，其中永保就达六千两，死後被削奪世職，抄沒家產。时任江苏巡抚的岳起奉命前往娄东执行抄家事宜，臨行前夕，面帶微醺，岳夫人规劝道，毕秋帆“即以耽于酒色故，至于家产荡然。今相公触目惊心，方畏戒之不暇，乃复效彼为耶？”岳起聽完後果然驚醒。

## 學術
畢沅本人好學不倦，治學遍及經、史、小學、金石、地理等。為官時主持编纂《續資治通鑑》二百二十卷，以宋、遼、金、元四朝之“正史”為經，將《資治通鑑續編》、编《宋元資治通鑑》、《續資治通鑑長編》、《資治通鑑後編》等史料重新修訂，歷時二十年始成；畢沅生前僅初刻《續資治通鑑》一百〇三卷，後因畢家貪污遭籍沒而止，書稿散佚，最後由馮集梧買得全稿補刻成二百二十卷。毕沅還亲校宋敏求《长安志》，重刻《三辅黄图》。在陕西又著有《关中金石记》，在河南著《中州金石记》，在湖廣总督任聘用严观著《湖北金石诗》，在山东与阮元合著《山左金石志》。另有《靈巖山人文集》傳世。
據其門下洪亮吉記載，畢沅生平禮賢下士，“愛才尤篤，人有一技之長，必馳幣聘請，唯恐其不來，來則厚資給之。”，著名學者章學誠、孫星衍、汪中、段玉裁等皆入幕門下。如孙星衍、武亿等人均受邀参与。清代显宦待士之优厚，以毕沅为最。乾隆五十三年，畢沅任河南巡撫時，由周震荣推荐章学诚開始編寫《史籍考》。
畢沅也致力於古跡調查和保護。任陝西巡撫期間，對州府內重要名勝古跡進行了繪圖與記錄，編撰成《關中勝跡圖志》三十卷。對明代後期以來疏於管理與保護的西安碑林進行了大規模整修，建立保管機構和保護制度，并整理編目和進行研究。关中地区几乎所有帝王陵墓前，都有他树立的，标记墓主人的石碑。陕西师范大学杜文玉教授表示，虽然毕沅“在陕西考证皇帝陵寝，为保护陵墓做出了很大的贡献”，但当时没有考古技术，毕沅只根据史料记载和民间传说来确定皇帝陵寝所在，所立石碑“对的和错的同样多”。

## 佚事
- 傳聞畢沅好男色，與名伶李桂官交好，趙翼與袁枚均有詩歌描述李桂官與畢沅之間的情感[13]：趙翼作《李郎曲》，而袁枚為李桂官的《勸畢公習字》一文作序時也寫了長歌。

- 毕沅幼年失父，全靠母亲张藻培育成人。张藻是当时颇有名气的才女，著有《培远堂集》。[14]毕沅就任陕西任巡抚，张藻作54句270言《训子诗》，期望他“不负平生学，弗存温饱志；上酬高厚恩，下为家门庇”。张藻病故后，乾隆帝親題御赐“经训克家”四字褒扬。毕沅特将室名称作“经训堂”，诗文集名为《经训堂集》。

## 外部連結
- 畢沅 （页面存档备份，存于） 中研院史語所